# Центр детской гематологии, онкологии и иммунологии имени Дмитрия Рогачёва
Национальный медицинский исследовательский центр детской гематологии, онкологии и иммунологии имени Дмитрия Рогачёва — российский медицинский центр, специализирующийся на лечении ряда тяжёлых детских заболеваний. Является крупнейшей в Европе клиникой своего профиля, способен разместить пациентов в стационаре объёмом 220 койко-мест и принимать в год до 700 первичных пациентов. Создан в 2005 году на базе НИИ детской гематологии Минздрава России.
Полное наименование — федеральное государственное бюджетное учреждение «Национальный медицинский исследовательский центр детской гематологии, онкологии и иммунологии имени Дмитрия Рогачева» Министерства здравоохранения Российской Федерации (до 2017 года — федеральное государственное бюджетное учреждение «Национальный научно-практический центр детской гематологии, онкологии и иммунологии имени Дмитрия Рогачева» Министерства здравоохранения Российской Федерации).

## История
История центра восходит к Центральной клинической больнице Министерства путей сообщения им. Н. А. Семашко, где академик И. А. Кассирский создал первую в стране кафедру гематологии и интенсивной терапии.
В 1991 году был создан научно-исследовательский институт детской гематологии, но, не имея собственной клиники, вёл деятельность на базах Российской детской клинической больницы Минздрава России, Морозовской и Измайловской детских больниц Москвы.
В 2005 году пациент НИИ, 10-летний Дмитрий Рогачёв, написал в письме президенту, что у него есть мечта — поесть блинов с ним. Президент России В. В. Путин получил это письмо, и 7 августа 2005 года приехал к мальчику в гости. Эта встреча позволила привлечь внимание к необходимости строительства специализированного центра. 19 августа 2005 года НИИ детской гематологии был преобразован в федеральный центр, и начато строительство нового здания. Официальное открытие состоялось 1 июня 2011 года. Строительство финансировалось из государственного бюджета, но благотворителями фонда «Подари жизнь» было дополнительно собрано 400 млн рублей на оборудование и оснащение, закупка которого изначально не планировалась.
Архитектурное решение центра, созданное архитекторами М. М. Посохиным, А. Р. Асадовым, В. К. Легошиным и др., было удостоено премии «Хрустальный Дедал». В проектировании комплекса участие принимали врачи медицинского центра: при проектировании комплекса было предусмотрено отдельное пространство для полноценной больничной школы (госпитальной школы), в которой пациенты смогут продолжать обучение, несмотря на болезнь, в период лечения и реабилитации.
В 2013 году к НМИЦ был присоединен подмосковный санаторий «Русское поле».

## Деятельность
Основные задачи центра:
- разработка и внедрение эффективных протоколов терапии заболеваний крови, злокачественных новообразований, патологий иммунной системы и других тяжёлых заболеваний детского возраста;
- развитие научных направлений, увеличивающих выживаемость детей с тяжёлыми заболеваниями.

Основные направления исследований:
- регуляция кроветворения у детей;
- химиотерапия гемобластозов;
- трансплантация костного мозга (ТКМ) при гемобластозах, наследственных заболеваниях крови и иммунодефицитных состояниях у детей;
- влияние малых доз радиации на состояние кроветворения и иммунной системы у детей;
- молекулярно-биологические основы патогенеза заболеваний эритрона и расстройств обмена железа у детей;
- функциональные расстройства и болезни системы фагоцитирующих макрофагов;
- молекулярно-биологические основы диагностики и лечения заболеваний иммунной системы у детей;
- гемотрансфузионная тактика и экстракорпоральная очистка крови при гематологических и соматических заболеваниях у детей;
- разработка комплексных программ лечения опухолей у детей.

## Руководители
- 1991—2018 — академик РАН, профессор А. Г. Румянцев[13].
- 2018—2024 — профессор Г. А. Новичкова.
- 2024 — настоящее время — профессор Н. С. Грачёв[14].

## Домовая церковь центра
В 2010 году по просьбам родителей пациентов центра было начато строительство храма Святых мучениц Веры, Надежды, Любови и матери их Софии. В сентябре 2012 года патриарх Кирилл освятил храм. Настоятель храма — игумен Иоасаф (Полуянов).

## Школа при медицинском центре
В 2013 году на территории медицинского центра начала свою деятельность школа № 109 под руководством Е. А. Ямбурга. В 2015 году на базе больничной школы начала свою работу межведомственная рабочая группа Минобрнауки России и Минздрава России по проблемам обучения детей, находящихся на длительном лечении. Таким образом, школа при медицинском центре приобрела статус федерального образовательного проекта. В июне 2016 года школу посетил В. В. Путин. В ноябре 2017 году школу посетили министр здравоохранения РФ В. И. Скворцова и президент Всемирной организации здравоохранения Тедрос Адхан Гебрейезус.
Школа «УчимЗнаем» является единственным в России центром развития госпитальной педагогики. В 2020 году школа совместно с Московским педагогическим государственным университетом открыли магистерскую образовательную программу «Госпитальный педагог», готовящую учителей для работы с тяжелобольными детьми и пациентами хосписов.